# St. Sebastian (Lichtenhain)

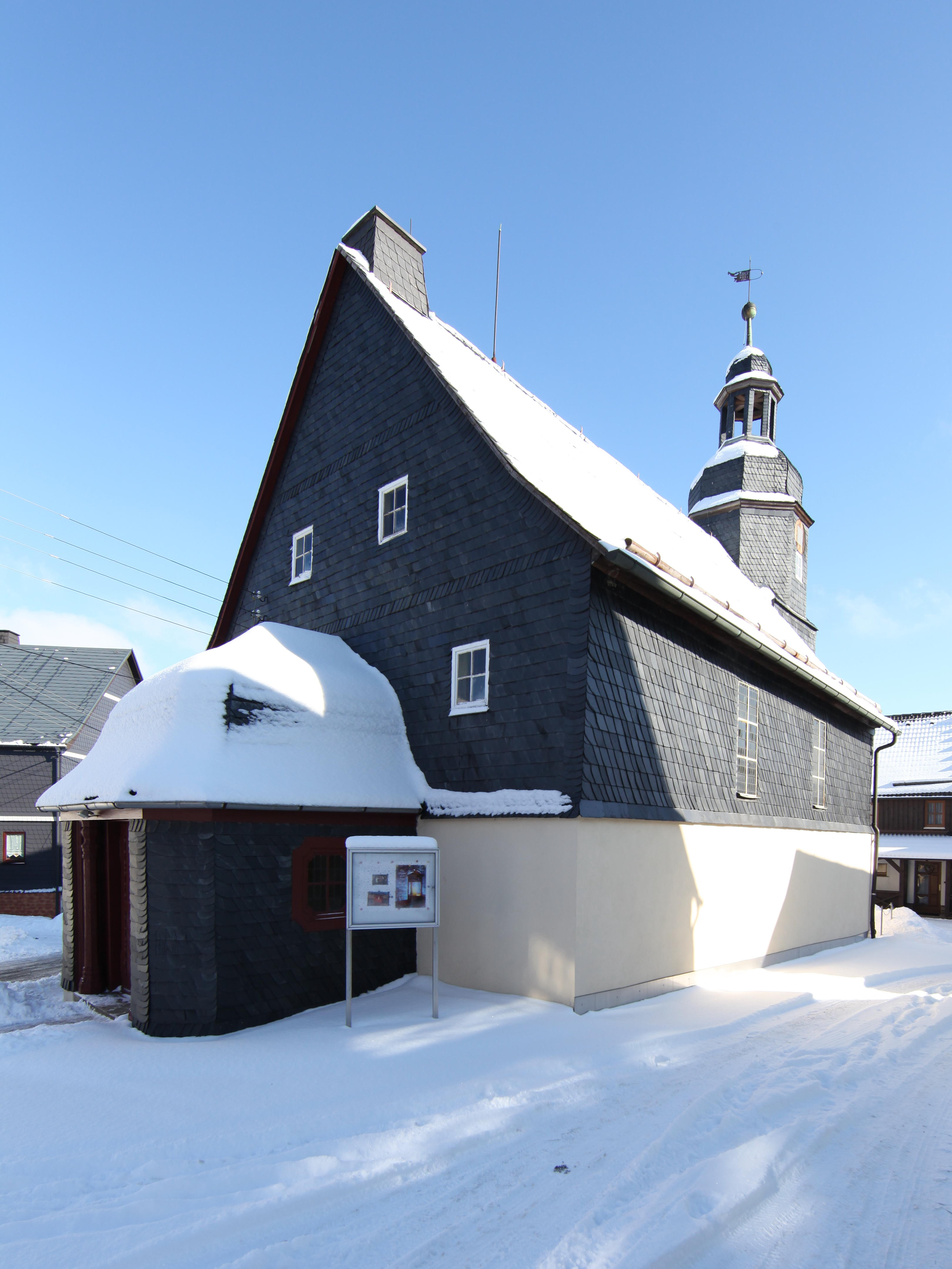
Die St. Sebastian-Kirche

Die evangelische Kirche St. Sebastian steht im Ortsteil Lichtenhain der Stadt Gräfenthal im Landkreis Saalfeld-Rudolstadt in Thüringen.

## Geschichte
Das heute bestehende Gotteshaus ist in der Zeit von 1703 bis 1714 als Barockkirche erbaut worden, wie auch die Jahreszahl 1714 der Wetterfahne belegt. Über die Vorgängerkirche gibt es wenige Belege vorhanden, wie die Jahreszahl 1541 auf Kirchenrechnungen. Sie soll bereits vor der Reformation gestanden haben.

## Zur Kirche selbst
Die barocke Gestaltung findet man im Innenraum bei den Emporen, der Decke, den Wänden sowie dem Kirchengestühl und dem Kanzelaltar mitsamt der Farbgebung.
Die Orgel nimmt auf der Empore links über dem Altarraum eine ungewöhnliche Stellung ein. Der Taufengel aus der Zeit um 1750 ist einer von sechs erhaltenen Figuren der Umgebung.
Zahlreiche Engeldarstellungen schmücken den Raum.
Kanzel und Altar sind miteinander verbunden und mit einem Abendmahlbild versehen. Das Deckengemälde widmet sich der Dreieinigkeit.
Zwei Glocken befinden sich in der Kirche. Eine stammt aus dem Jahre 1761. Die kleine Glocke wurde nach dem Krieg 1945 angeschafft.